# Мимишкино
Мимишкино — деревня в России, расположена в Касимовском районе Рязанской области. Входит в состав Булгаковского сельского поселения.

## Географическое положение
Деревня Мимишкино расположена примерно в 16 км к северо-западу от центра города Касимова на берегу реки Сынтулка. Ближайшие населённые пункты — деревня Кондраково к северу, деревня Ярыгино к югу и поселок Гусь-Железный к западу.

## История
Деревня отмечена на картах конца XVIII — начала XIX века под названием Михайлова. Среди старожилов распространена легенда о том, что деревней когда-то владел помещик по имени Михаил. Затем он проиграл деревню в карты и про неё стали говорить «Не Мишкина», откуда и пошло название Мимишкино. Деревня располагалась на тракте Касимов — Владимир.
В 1859 г. в деревне было 146 дворов при численности населения 1095 чел. С конца XIX века деревня относилась к Сынтульской волости Касимовского уезда. В 1877 г. 30 дворов бывших крепостных крестьян помещика Баташова были переселены в деревню Савино. Согласно переписи 1886 г. в деревне было 145 дворов при численности населения 807 чел. В 1905 году деревня имела 146 дворов при численности населения 1007 чел.

## Население
| 1859 | 1906  | 2010 |
| ---- | ----- | ---- |
| 1095 | ↘1007 | ↘69  |

## Транспорт и связь
Деревня соединена с районным центром асфальтированной дорогой.
В деревне имеется одноимённое сельское отделение почтовой связи (индекс 391337). c 2016г закрыто)
Деревня входит в зону покрытия сотовых операторов Билайн, МТС, МегаФон и Tele2.

## Известные уроженцы
Ларионова, Надежда Егоровна (1925—1986) — Герой Социалистического Труда, телятница совхоза «Касимовский».